# دوري كرة القدم النرويجي الدرجة الأولى 1970
دوري كرة القدم النرويجي الدرجة الأولى 1970 (بالنرويجية: 2. divisjon fotball for menn 1970)‏ هو موسم من الدوري النرويجي الدرجة الأولى. فاز فيه فريغ أوسلو ‏.